# Lisa Gardner
Lisa Gardner (Pseudonym: Alicia Scott; * 1971) ist eine US-amerikanische Thriller-Autorin.

## Wirken
Gardners Bücher wurden in 30 Länder veröffentlicht und waren mehrfach New York Times-Bestseller. Sie erhielt für ihr Werk „The Neighbor“ 2010 den International Thriller Award in der Kategorie „Bester Roman“.
Gardner lebt in New Hampshire.

## Werke

### Lisa Gardner

#### FBI Profiler Geschichten (Quincy)
- The Perfect Husband (1998, ISBN 1-56865-601-7)
- Der Schattenmörder (2001, Originaltitel: The Third Victim, ISBN 0-7394-1471-2)
- Der nächste Mord (2001, Originaltitel: The Next Accident, ISBN 0-553-80238-0)
- Zum Zeitpunkt des Todes (2003, Originaltitel: The Killing Hour, ISBN 0-553-80252-6)
- Schrei, wenn die Nacht kommt (2006, Originaltitel: Gone, ISBN 0-553-80431-6)
- Du darfst nicht lieben (2008, Originaltitel: Say Goodbye, ISBN 0-553-80433-2)
- The 4th Man (2017, Kurzgeschichte)
- Right Behind You (2017, ISBN 978-0-525-95458-3)
- When You See Me (2020, ISBN 978-152474-500-4)

#### Detective D.D. Warren Geschichten
- Lauf, wenn du kannst (2005, Originaltitel: Alone, ISBN 0-553-80253-4)
- Kühles Grab (2007, Originaltitel: Hide, ISBN 978-0-553-80432-4)
- Ohne jede Spur (2009, Originaltitel: The Neighbor, ISBN 978-0-553-80723-3)
- Die Frucht des Bösen (2010, Originaltitel: Live to Tell, ISBN 978-0-553-80724-0)
- Wer stirbt, entscheidest Du (2011, Originaltitel: Love You More, ISBN 978-0-553-80725-7)
- Der siebte Monat (2012, Kurzgeschichte, Originaltitel: The 7th Month)
- Der Tag, an dem Du stirbst (2012, Originaltitel: Catch Me, ISBN 978-0-525-95276-3)
- Schmerz (2014, Originaltitel: Fear Nothing, ISBN 978-0-525-95308-1)
- 3 Truths and a Lie (2016, Kurzgeschichte, ISBN 978-1-511-36888-9)
- Die Überlebende (2016, Originaltitel: Find Her, ISBN 978-0-525-95457-6)
- Look for Me (2018, ISBN 978-1-524-74205-8)
- The Guy Who Died Twice (2019, Kurzgeschichte, ISBN 978-1-524-74540-0)
- Never Tell (2019, ISBN 978-1-780-89771-4)

#### Frankie Elkin Serie
- Before She Disappeared (2021, ISBN 1-524-74504-9)
- One Step Too Far (2022, ISBN 978-0-593-18541-4)

#### Sonstige Romane
- The Other Daughter (1999, ISBN 0-7394-0414-8)
- Unter Mordverdacht (2002, Originaltitel: The Survivors Club, ISBN 0-553-80251-8)
- I’d Kill For That (2004, ISBN 0-312-93696-6)
- Blut ist dicker als Wasser (2013, Originaltitel: Touch & Go, ISBN 0-525-95307-8)
- Das zweite Opfer (2015, Originaltitel: Crash & Burn, ISBN 0-525-95456-2)

### Alicia Scott
- Walking After Midnight (1992), ISBN 0-373-07466-2
- Shadow’s Flame (1994), ISBN 0-373-07546-4
- Waking Nightmare (1994), ISBN 0-373-07586-3
- At the Midnight Hour (1995), ISBN 0-373-07658-4
- Hiding Jessica (1995), ISBN 0-373-07668-1
- The Quiet One (1996), ISBN 0-373-07701-7
- The One Worth Waiting For (1996), ISBN 0-373-07713-0
- The One Who Almost Got Away (1996), ISBN 0-373-07723-8
- Maggie’s Man (1997), ISBN 0-373-07776-9
- Macnamara’s Woman (1997), ISBN 0-373-07813-7
- Brandon’s Bride (Maximillan’s Children) (1998), ISBN 0-373-07837-4
- Partners in Crime (1998), ISBN 0-373-65014-0
- Marrying Mike... Again (2000), ISBN 0-373-07980-X